# Api Api
Api Api is een bestuurslaag in het regentschap Bengkalis van de provincie Riau, Indonesië. Api Api telt 1264 inwoners (volkstelling 2010).